# Пожар в Западном Дели (2022)
Пожар в Западном Дели — пожар, произошедший 13 мая 2022 года на первом этаже четырёхэтажного офисно-торгового здания в районе Мундка в Дели, Индия. В результате пожара погибли 27 человек и ещё 40 человек получили ранения, по меньшей мере 50 человек были спасены, также сообщается о 28 пропавших без вести. Предполагается, что пожар начался из-за короткого замыкания.
Здание не имело разрешения от пожарной службы и не было оборудовано огнетушителями. Полиция Дели зарегистрировала пожар как преднамеренное убийство и преступный сговор. Они арестовали двух братьев, владевших компанией Cofe Impex Pvt Ltd, производящей камеры видеонаблюдения, в офисе которой, как предполагается, и начался пожар.
Хотя пожарные, как утверждается, прибыли на место происшествия с опозданием, водитель крана спас более 50 человек, вызволив их из огня. По словам водителя крана, пожарной службе потребовалось более полутора часов, чтобы прибыть на место происшествия.